# Turbinaria peltata
Turbinaria peltata là một loài san hô trong họ Dendrophylliidae. Loài này được Esper mô tả khoa học năm 1794.

## Hình ảnh

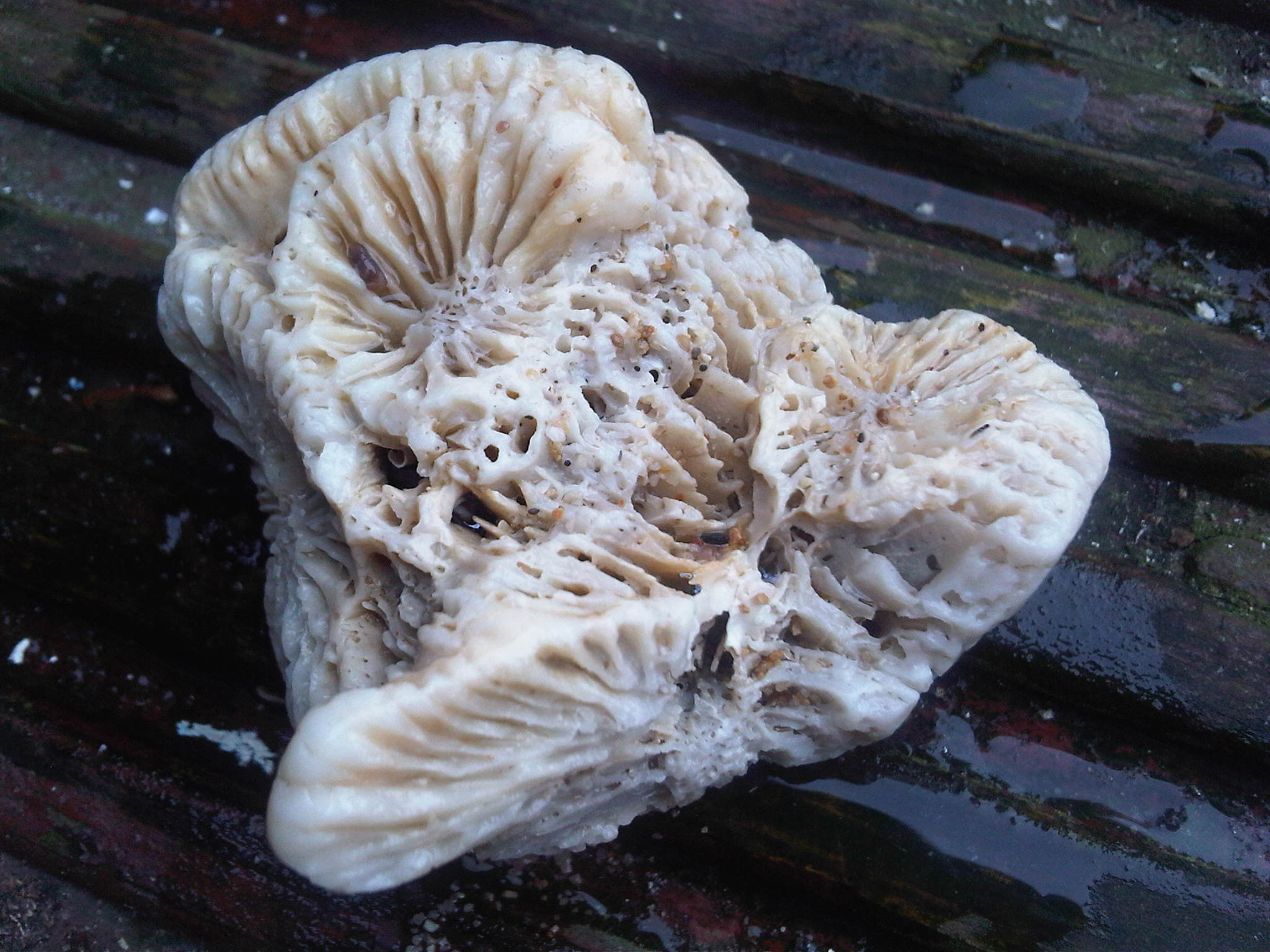